# Henri-François Rey
Pour les articles homonymes, voir Rey.
Henri-François Rey est un romancier, dramaturge, journaliste et dialoguiste français né à Toulouse le 31 juillet 1919 et mort le 22 juillet 1987 à Paris.

## Biographie
Il passe sa jeunesse à Dreux où son père est principal du collège Rotrou, où il est lui-même inscrit de 1930 à 1935, il y laisse le souvenir d'un bon élève mais chahuteur et fantaisiste, malgré la sévérité de son père.
Licencié en philosophie, il est d'abord journaliste, puis dialoguiste et scénariste pour le cinéma. Il produit également plusieurs émissions de radio comme La radio écrit l'histoire en 1948 ou Le Siècle en marche entre 1950 et 1952.
En 1955, il est le dialoguiste du film Les Héros sont fatigués.
Son premier roman, La Fête espagnole, parait en 1959 (Prix des Deux Magots 1959) et est adapté au cinéma par Jean-Jacques Vierne en 1961, suivi par Les Pianos mécaniques (prix Interallié 1962), produit au cinéma par Juan Antonio Bardem en 1965, et beaucoup de ses autres romans par la suite.
Il est également l'auteur d'une pièce remarquée, notamment, pour avoir ridiculisé Staline, Opéra pour un tyran, mise en scène par André Barsacq au théâtre de l'Atelier
De sa liaison avec Christiane Rochefort est né Le Repos du guerrier, dont Roger Vadim  a tiré un film.

## Publications
- La Fête espagnole, prix des Deux Magots, 1959
- La Comédie, 1960
- Les Pianos mécaniques, prix Interallié, 1962
- Les Chevaux masqués, 1965
- Le Rachdingue, 1967
- Halleluyah ma vie, 1970
- Le Barbare, 1972
- Schizophrénie, ma sœur, 1973
- Dali dans son labyrinthe, 1974
- La Parodie, 1980
- Feu le palais d'hiver, 1981
- À l'ombre de moi-même, 1981
- Le Sacre de la putain, 1983
- La Jeune Fille nue, 1986
- Le Café Méliton, 1987

## Théâtre
- 1954 : La Bande à Bonnot de Henry-François Rey, mise en scène Michel de Ré, théâtre du Quartier latin
- 1967 : Opéra pour un tyran, mise en scène André Barsacq, théâtre de l'Atelier
- 1971 : La Bande à Bonnot, mise en scène Pierre Vielhescaze, théâtre de l'Ouest parisien

## Essai critique
- Raymond Espinose : Henry-François Rey essayiste, les sentiers de l'utopie, Éditions Orizons, 2018.